# Rosa lasiosepala
Rosa lasiosepala — вид рослин з родини трояндових (Rosaceae); ендемік Китаю.

## Опис
Кущ виткий ≈ 10 метрів заввишки. Гілочки пурпурно-коричневі, вигнуті, міцні, кутасті, голі; колючки розкидані, гачкуваті, короткі, кремезні, плоскі. Листки включно з ніжками 17–25 см; прилистки здебільшого прилягають до ніжки, вільні частини яйцювато-ланцетні, край запушений і залозисто-запушений; остови й ніжки голі; листочків зазвичай 5, рідко 7, часто 3 на листках біля щитка, еліптичні, рідко яйцювато-довгасті, 7–12 × 3–6 см, шкірясті, голі, основа округла, край гостро пилчастий, верхівка загострена або коротко хвостата. Квітки численні, у складних щитках, 3–4 см у діаметрі. Чашолистків 5, загорнуті, опадають, ланцетні. Пелюсток 5, білі, зворотно-яйцюваті, знизу рідко запушені, основа клиноподібна, верхівка неправильно вирізана. Цинародії пурпурно-коричневі, майже кулясті або яйцюваті, 1.8–2.3 см у діаметрі, мало запушені; чашолистки опадають у час дозрівання.

## Поширення
Ендемік Китаю: Аньхой (Чу Сянь). Населяє долини в лісах, узбіччя доріг, росте уздовж потоків на висотах 900–1800 метрів.